# Jarmila Novotná
Jarmila Novotná-Daubek (ur. 23 września 1907 w Pradze, zm. 9 lutego 1994 w Nowym Jorku) – czeska śpiewaczka operowa, sopran.

## Życiorys
Została zauważona przez Emę Destinnovą, która udzielała jej pierwszych lekcji śpiewu. Zadebiutowała w 1925 roku w Pradze rolą Marzenki w Sprzedanej narzeczonej Bedřicha Smetany. W 1926 roku wystąpiła w roli Violetty w Traviacie na scenie Teatru Narodowego w Pradze, a w 1928 roku na festiwalu w Weronie kreowała rolę Gildy w Rigoletcie. W kolejnych latach śpiewała w Krolloper (1929) i Staatsoper (1929–1933) w Berlinie. Od 1933 do 1938 roku występowała w Operze Wiedeńskiej. W latach 1935–1937 i 1949 gościła na festiwalu w Salzburgu. W 1934 roku kreowała tytułową partię w prapremierze opery Giuditta Franza Lehára.
W 1937 roku wystąpiła jako Alicja Ford w Falstaffie na deskach La Scali w Mediolanie. W 1939 roku występem w San Francisco debiutowała w Stanach Zjednoczonych, od 1940 do 1957 roku była solistką Metropolitan Opera w Nowym Jorku. Poza sceną operową występowała też w sztukach na Broadwayu oraz w filmach.  W 1957 roku zakończyła karierę sceniczną.
Zasłynęła rolami m.in. Donny Elwiry w Don Giovannim Mozarta, Mimi w Cyganerii Pucciniego, Manon w Manon Masseneta, Frei w Złocie Renu Wagnera. Opublikowała autobiografię Byla jsem stastná (Praga 1991). W 1991 roku odznaczona została Orderem Tomáša Garrigue Masaryka IV klasy.